# Leap Year
Leap Year (Propuesta en año bisiesto en  Chile, Año bisiesto en Argentina y México y Tenías que ser tú en España) es una película de comedia romántica dirigida por Anand Tucker que cuenta con las actuaciones principales de Amy Adams y Matthew Goode, fue rodada en 2010 en Irlanda, cuenta además con la actuación de Adam Scott y John Lithgow.

## Sinopsis
Anna Brady (Amy Adams) es una decoradora de Boston, EE. UU., y desea que su novio desde hace cuatro años, Jeremy (Adam Scott), que es cardiólogo, le pida el matrimonio. Finalmente la invita a una cena romántica, y una amiga de Anna le cuenta que lo vio salir de una afamada joyería. Antes de acudir a la cita se encuentra con su padre, con quien no tiene muy buena relación, y le comenta que va a que le pidan matrimonio, y este le recuerda una historia familiar en la que su bisabuela se llevó a su novio a Irlanda, donde existía la tradición de que el 29 de febrero de un año bisiesto  la mujer podía pedirle la mano al hombre. Al ir a la esperada cena, Jeremy le regala unos pendientes, y al día siguiente se va a Dublín a un congreso de cardiología. Anna hace las maletas y decide darle una sorpresa siguiéndolo a Irlanda y pidiéndole ella matrimonio.
Al llegar al Reino Unido, una gran tormenta obliga a su avión a aterrizar en Gales. Con los aeropuertos cerrados, debe contratar un barco que la lleve a Dublín, con la mala suerte que la gran tormenta hace que este solo la pueda dejar en un pueblito perdido, ubicado en Dingle, en el sur de Irlanda. Ahí consigue una habitación en un hostal y taberna a cargo de Declan (Matthew Goode), un joven muy irlandés que se burla de las torpes costumbres americanas de Anna. Esta, tratando de cargar su teléfono celular, causa un corto circuito que deja a obscuras al pueblo entero.
Anna le propone pagar 600 € si la lleva en taxi a Dublín; como Declan tiene una deuda pendiente, acepta.  El taxi es un Renault 4L que a pesar de lo desvencijado que parece, funciona. A Anne no le queda opción que aceptar y Declan no desaprovecha la oportunidad de salpimentar todo el camino con burlas veladas.
Realizan el viaje a través de maravillosos parajes de Irlanda; pero una torpeza de Anna al querer apartar unas vacas del camino y luego de pisar excremento de vaca, hace que el vetusto vehículo caiga a un canal; en el camino encuentran una van, pero los ocupantes, en lugar de llevarla a Dublín, se roban el equipaje (una maleta Louis Vuitton, a propósito de la cual Declan piensa «Le puso nombre a su maleta, sí que está loca»). Finalmente consiguen llegar a un bar, donde encuentran a los ladrones y pelean con ellos, tras lo cual intentan coger un tren, pero hay que esperar dos horas, por lo que suben la colina hasta un castillo (la escena fue filmada en la Roca de Dunamase y en el castillo de Ballycarbery), donde Declan aprovecha para contarle la leyenda de Diarmuid y Gráinne. Estando aún ellos arriba cae un aguacero torrencial y pierden el tren. El único hostal de la zona pertenece a unos puritanos que solo admiten a parejas casadas, por lo que se hacen pasar por un matrimonio.
Al día siguiente, se dan cuenta de que los trenes no pasan en domingo, por lo que continúan su viaje a pie, pero una granizada cae y se refugian en una iglesia donde hay una boda, a cuya fiesta son invitados. En pleno baile, al ejecutar una danza grupal irlandesa, el tacón de Anna se zafe y termina golpeando accidentalmente a la novia en la cabeza, dejándole un moretón, y tras otro descuido, le tira accidentalmente el vino sobre el vestido blanco.
Al día siguiente, Jeremy le pide matrimonio a Anna y esta acepta. Regresan a Estados Unidos y, en una fiesta de su nuevo departamento, ella se da cuenta de que solo se lo había pedido para poder comprar el apartamento exclusivo que deseaban. Recordando un comentario de Declan, Anna activa la alarma de incendio y ve que Jeremy recoge las pertenencias valiosas, pero no se acuerda de ella. Al día siguiente, en el pequeño restaurante de Declan; alguien manda llamar al cocinero señalando que el pollo estaba seco. Al salir, enfurecido, se da cuenta de que quien lo había llamado era Anna, que le propone «no hacer planes juntos», tras lo que en vez de responder, Declan simplemente abandona el lugar. «Eso debe ser un no en irlandés», dice la pelirroja y devastada se sale a mirar el horizonte desde el borde del acantilado, donde la halla Declan, quien le dice que rechaza su propuesta de no hacer planes, se arrodilla y le ofrece lo que había ido a buscar: el anillo de su familia («lo único que rescataría tras un incendio»). Anna acepta, se casan y emprenden el viaje de luna de miel en el Renault rojo, rumbo a un destino desconocido como la aventura vital que inician juntos.

## Reparto
| Actor           | Personaje                 |
| --------------- | ------------------------- |
| Amy Adams       | Anna Brady                |
| Matthew Goode   | Declan O'Callaghan        |
| Adam Scott      | Jeremy Sloane             |
| John Lithgow    | Jack Brady, padre de Anna |
| Kaitlin Olson   | Libby Brady               |
| Noel O'Donovan  | Seamus                    |
| Tony Rohr       | Frank                     |
| Pat Laffan      | Donal                     |
| Alan Devlin     | Joe                       |
| Ian McElhinney  | Sacerdote                 |
| Vincenzo Nicoli | Stefano                   |
| Flaminia Cinque | Carla                     |
| Peter O'Meara   | Ron                       |

- Datos: Q657204